# Pantoporia ferrari
Pantoporia ferrari är en fjärilsart som beskrevs av John Nevill Eliot 1968. Pantoporia ferrari ingår i släktet Pantoporia och familjen praktfjärilar. Inga underarter finns listade i Catalogue of Life.